# Bråvallaslaget (målning)
Bråvallaslaget är två ofullbordade målningar av den svenske konstnären August Malmström. De föreställer det legendariska Bråvallaslaget, känt från islänningasagor och Gesta Danorum, som stod mellan Sigurd Rings svear och Harald Hildetands daner på 700-talet. I skyn syns gudar tillsammans med krigare som fallit i slaget. Malmström arbetade med den första versionen 1859–1862 men blev missnöjd och avbröt målningen. Han påbörjade den sex meter breda andra versionen 1867 och arbetade med den fram till sin död 1901.

## Tillkomst
Malmström påbörjade en första version av Bråvallaslaget som visades ofullbordad vid Konstakademiens utställning 1861, där den möttes av positiva reaktioner. I slutet av 1862 skar han hål i Starkodders ansikte med en palettkniv i vad han beskrev som "bersärkaraseri". Han förklarade i ett brev till Konstakademien:
För det första saknade jag tillräckliga studier utaf den vilda, nordiska karaktären, som är nödvändig för en dylik komposition. För det andra har jag så mycket syndat mot de perspektiviska lagarna, att någon ändring däruti skulle medfört en fullkomlig omhvälfning af de flesta figurerna, och för det tredje hade jag låtit tillöka taflan på längden, hvilket blef så illa verkstäldt, att det alltid blifvit synligt.
Den första målningen renoverades efter Malmströms död och sattes upp i Konstnärshuset, därefter i Konstakademiens trapphall och slutligen i Stockholms stadshus.
År 1867 tog Malmström över Johan Peter Molins ateljé och ansåg sig redo för ett nytt försök med Bråvallamotivet. Den andra versionen skiljer sig genom sin kalla, gråa färgskala och sitt myller av figurer. Georg Nordensvan skrev att "här är bärsärkarlynnet lössläppt, kämparna slåss ursinnigt, klubba varandra i skallen och sticka knivar i varandras strupe, arga valkyrior grimasera i kapp med männen och på marken trängas döda, sårade eller till det sista stridande kämpar."
Den stora duken stod uppspänd snett över ateljégolvet och delade rummet i två: en ljus del där Malmström tog emot gäster och målade vad han kallade "tröstetavlor", målningar med barnmotiv, och en mörk del där han under de 34 återstående åren av sitt liv arbetade med Bråvallatavlan. Målningen var fortfarande ofullbordad när han avled 1901.